# Fritz Wedell-Wedellsborg
Frederik "Fritz" Ludvig Gottlieb baron Wedell-Wedellsborg (4. november 1819 på Wedellsborg – 17. august 1869 i Bruxelles) var en dansk officer og kammerherre, bror til lensgreverne Carl og Julius Wilhelm Georg Ferdinand Wedell.
Wedell-Wedellsborg var søn af lensgreve Hannibal Wilhelm Wedell og hustru. Han var ritmester og eskadronschef i Livgarden til Hest og Ridder af Dannebrog.
Han blev gift 30. juni 1830 i Garnisons Kirke med Eleonora "Ella" Ida Christine Friderikke baronesse Selby (20. april 1807 i København – 12. april 1867 sammesteds), besidderinde af Det friherrelige Selbyske Forlods.